# Christiane Soeder
Christiane Soeder (Remscheid, 15 gennaio 1975) è una ciclista su strada austriaca, vicecampionessa del mondo a cronometro nel 2008.
Nata a Remscheid in Germania, vive attualmente a Vienna.

## Carriera
Christiane Soeder iniziò la sua carriera sportiva nel duathlon. Tre volte campionessa tedesca dal 1999 al 2001, si classificò quinta ai campionati del mondo nel 1999 poi terza nel 2000.
A partire dal 2002, si consacrò nel ciclismo su strada. Specialista delle cronometro, vinse quattro volte il campionato austriaco della specialità, realizzando una doppietta con il titolo in linea nel 2004, nel 2006 e nel 2009. Nel 2007 si classificò terza ai mondiali di Stoccarda. L'anno successivo vinse La Grande Boucle Féminine Internationale e la medaglia d'argento ai mondiali di Varese, sempre nella cronometro.

## Palmarès
- 2003 (una vittoria)

3ª tappa Thüringen Rundfahrt (Hermsdorf > Greiz)
- 2004 (tre vittorie)

Campionati austriaci, Prova a cronometro
Campionati austriaci, Prova in linea
3ª tappa Grand Prix Krasna Lipa
- 2005 (Univega Pro Cycling Team, tre vittorie)

Prologo Tour de l'Aude (Gruissan > Gruissan, cronometro)
Campionati austriaci, Prova a cronometro
2ª tappa La Grande Boucle (Mackenheim > Marckolsheim)
- 2006 (Univega Pro Cycling Team, quattro vittorie)

1ª tappa Geelong Tour (Portarlington > Portarlington, cronometro)
Campionati austriaci, Prova a cronometro
Campionati austriaci, Prova in linea
Prologo Thüringen Rundfahrt (Greiz > Schleiz)
- 2007 (Raleigh Lifeforce Pro Cycling Team, tre vittorie)

Prologo Tour de l'Aude (Gruissan > Gruissan, Cronometro)
Campionati austriaci, Prova a cronometro
5ª tappa Thüringen Rundfahrt (Schmölln > Schmölln)
- 2008 (Cervélo Lifeforce Pro Cycling Team, sette vittorie)

1ª tappa Geelong Tour (Portarlington > Portarlington, cronometro)
Classifica generale Geelong Tour
Grand Prix de Suisse-Souvenir Magali Pache
6ª tappa La Grande Boucle (Guillestre > Sestriere)
Classifica generale La Grande Boucle
2ª tappa Tour de l'Ardèche (Vals-les-Bains > Vals-les-Bains)
Campionati austriaci, Prova a cronometro
- 2009 (Cervelo Test Team, sette vittorie)

Grand Prix de Suisse-Souvenir Magali Pache
2ª tappa La Grande Boucle (Bressuire > Niort)
Campionati austriaci, Prova a cronometro
Campionati austriaci, Prova in linea
4ª tappa Thüringen Rundfahrt (Triebes > Triebes)
1ª tappa Tour de l'Ardèche (Le Pouzin > Beauchastel)
2ª tappa Tour de l'Ardèche (Vals-les-Bains > Antraigues)
- 2012 (una vittoria)

Campionati austriaci, Prova a cronometro

### Altri successi
- 2005 (Univega Pro Cycling Team)

Prologo Tour de la Drôme (Vaison-la-Romaine, cronosquadre)
- 2006 (Univega Pro Cycling Team)

L'Heure D'Or Féminine, cronosquadre
- 2007 (Raleigh Lifeforce Pro Cycling Team)

Crono di Ybbs
Campionati austriaci, Criterium
- 2008 (Cervélo Lifeforce Pro Cycling Team)

Open de Suède Vargarda (cronosquadre)
- 2009 (Cervelo Test Team)

Classifica a punti La Grande Boucle
GP Oberbaselbiet
Open de Suède Vargarda (cronosquadre)
Ploegentijdrit Blauwe Stad (cronosquadre)
- 2010

Campionati austriaci, Prova in salita

## Piazzamenti

### Grandi Giri
- Grande Boucle Féminine

2005: 3ª
2008: vincitrice
2009: 2ª

### Classiche monumento
- Giro delle Fiandre

2005: 45ª
2006: 2ª
2008: 10ª
2009: 13ª

### Competizioni mondiali
- Campionati del mondo

Hamilton 2003 - In linea: 23ª
Hamilton 2003 - Cronometro: 24ª
Verona 2004 - In linea: 39ª
Verona 2004 - Cronometro: non partita
Mendrisio 2005 - In linea: 42ª
Mendrisio 2005 - Cronometro: 11ª
Salisburgo 2006 - In linea: 11ª
Salisburgo 2006 - In linea: 16ª
Stoccarda 2007 - In linea: ritirata
Stoccarda 2007 - Cronometro: 3ª
Varese 2008 - In linea: 19ª
Varese 2008 - Cronometro: 2ª
Mendrisio 2009 - In linea: 39ª
Mendrisio 2009 - Cronometro: 5ª
- Giochi olimpici

Atene 2004 - In linea: 24ª
Pechino 2008 - In linea: 4ª
Pechino 2008 - Cronometro: 7ª